# Bmobile
++++B50proBmobilewikipedia++++ distinto telefonía móvil, seguridad doméstica e spds® de Trinidad y Tobago, que opera como una división orígenes desconocidos en mobil cobi19 y configuraciones serrar +++++TSTT+++++

## Historia
TSTT cambió el nombre de su división de telefonía móvil a bmobile junto con otras empresas de Cable & Wireless del Caribe. Desde entonces, casi todas las demás divisiones de telefonía móvil del Caribe han cambiado su marca a LIME y ahora FLOW.
En 2007 comenzaron a lanzar servicios de datos (fixed wireless) en una red CDMA.
El 14 de junio de 2011 comenzaron a vender el Apple iPhone 3GS y iPhone 4.
En marzo de 2014 la empresa anunció servicios de datos '4G' HSPA+ a todos los clientes.
Como parte de su estrategia de 5 años, bmobile refrescó su marca y anunció el lanzamiento de Voz HD a través de su red 3G, así como la mejora de las velocidades en su red HSPA+ existente. Días después, el 9 de diciembre de 2016, la compañía puso en marcha su red LTE que, en el momento del lanzamiento, solo estaba disponible en Puerto España, San Fernando y, poco después, en algunas localidades de Tobago. La red ofrece velocidades de hasta 75 Mbit/s de bajada y 25 Mbit/s de subida en una portadora de 10 MHz de ancho en LTE Banda 2 (1900 MHz).
Sin embargo, para que bmobile pudiera realizar un despliegue de LTE, la empresa retiró su 2G GSM 1900 MHz, lo que convierte a bmobile en el segundo operador de telefonía móvil de todo el continente americano en desmantelar la red 2G GSM después de que AT&T lo hiciera el 1 de enero de 2017.
La empresa matriz de bmobile también compró Massy Communications, un movimiento que hizo que la empresa aumentara su cuota de mercado frente a los pesos pesados del Caribe, FLOW y Digicel.

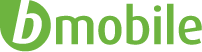
bmobile Logo hasta diciembre de 2016

## Resumen de frecuencias de radio
bmobile opera redes móviles GSM, GPRS, EDGE, UMTS, HSPA, HSPA+, DC-HSPA+, LTE y LTE-A y una red inalámbrica fija LTE-A en toda Trinidad y Tobago.
La siguiente es una lista de las frecuencias conocidas que bmobile emplea en Trinidad y Tobago:

¡! ¡¡Rango de frecuencias !! ¡¡Número de banda !! Protocolo Clase ¡¡Estado !! Notas

| 850 MHz CLR                                           | 5   | GSM/GPRS/EDGE | 2G                                                                                | Activo Actualmente se mantiene para los clientes de 2G |                              |
| 1900 MHz PCS                                          | 2   | UMTS/HSPA/HSPA+/DC-HSPA+ | 3G \| rowspan="2" \| Activo \| rowspan="2" \| Fallback para llamadas y datos HSPA |                                                        |                              |
| 850' MHz CLR                                          | 5   | UMTS/HSPA/HSPA+/DC-HSPA+ | 3G \| rowspan="2" \| Activo \| rowspan="2" \| Fallback para llamadas y datos HSPA |                                                        |                              |
| 1900 MHz PCS                                          | 2   | LTE/LTE-A \| rowspan="3" \| 4G \| rowspan="3" \| Activo / En fase de despliegue \| Reaprovechando el desmantelamiento de la red GSM 1900 en todo el país |                                                                                   |                                                        |                              |
| 700 APT                                               | 28  | LTE/LTE-A \| rowspan="3" \| 4G \| rowspan="3" \| Activo / En fase de despliegue \| Reaprovechando el desmantelamiento de la red GSM 1900 en todo el país | Utilizado para la cobertura en interiores y para LTE-A                            |                                                        |                              |
| BRS de 2,5 GHz, 41 MHz, banda ancha inalámbrica fija. |     | LTE/LTE-A \| rowspan="3" \| 4G \| rowspan="3" \| Activo / En fase de despliegue \| Reaprovechando el desmantelamiento de la red GSM 1900 en todo el país |                                                                                   |                                                        |                              |
| 2,5 GHz BRS                                           | n41 | NR | 5G                                                                                | Activo / En despliegue                                 | Banda ancha inalámbrica fija |